# Melky Cabrera
Melky Cabrera y Astacio (Santo Domingo, 11 agosto 1984) è un giocatore di baseball dominicano, esterno per i Águilas Cibaeñas della LIDOM, il campionato dominicano.

## Carriera

### Minor League (MiLB)
Cabrera firmò, all'età di 17 anni, con i New York Yankees il 13 novembre 2001, con un bonus alla firma di 175.000 dollari. Iniziò a giocare nel 2003 in classe A-breve. L'anno seguente giocò tra la classe A e la classe A-avanzata. Nel 2005 partecipò prevalentemente alle partite della Doppia-A, con alcune apparizione in Tripla-A.

### Major League (MLB)

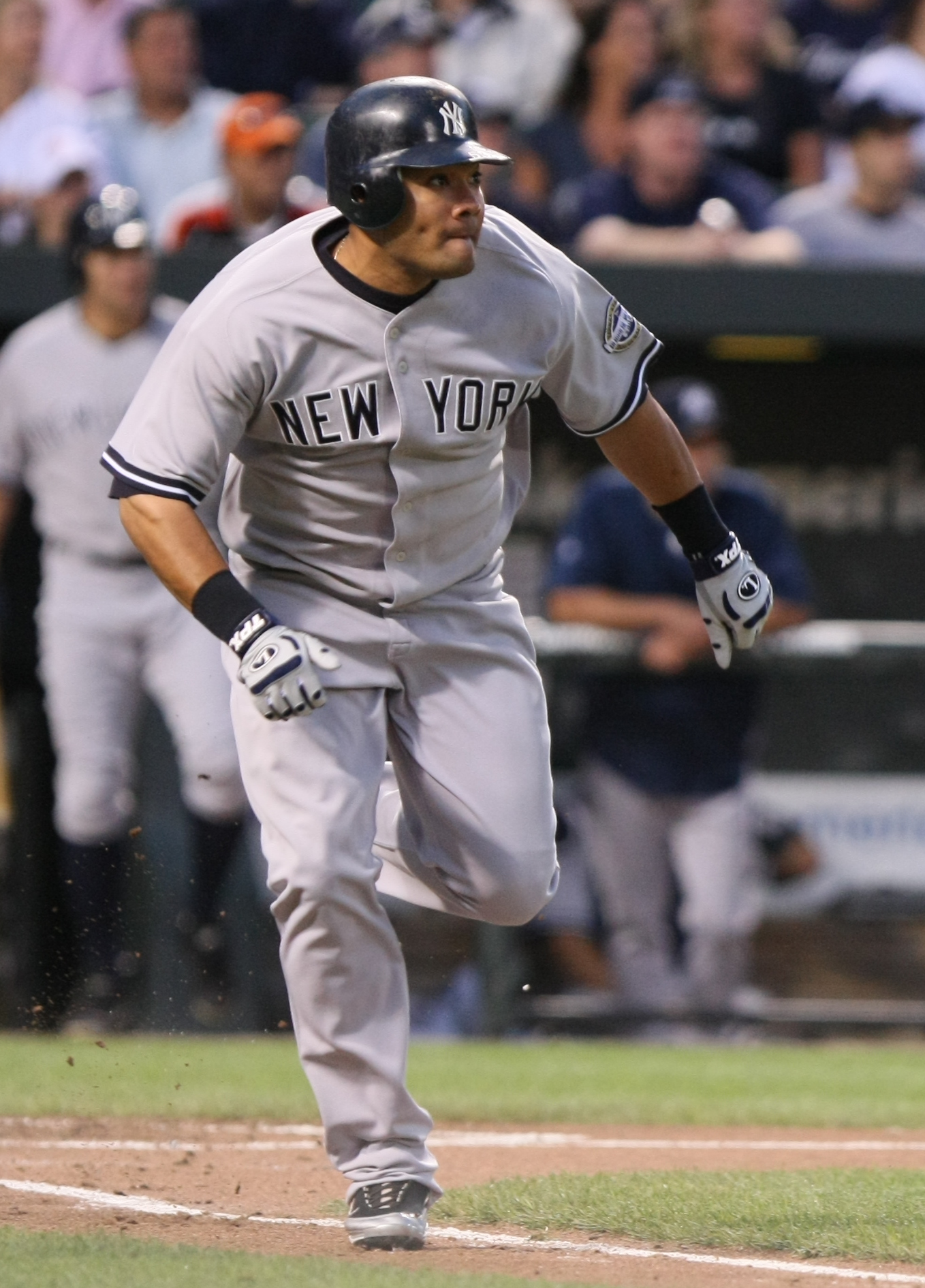
Cabrera con gli Yankees nel 2009

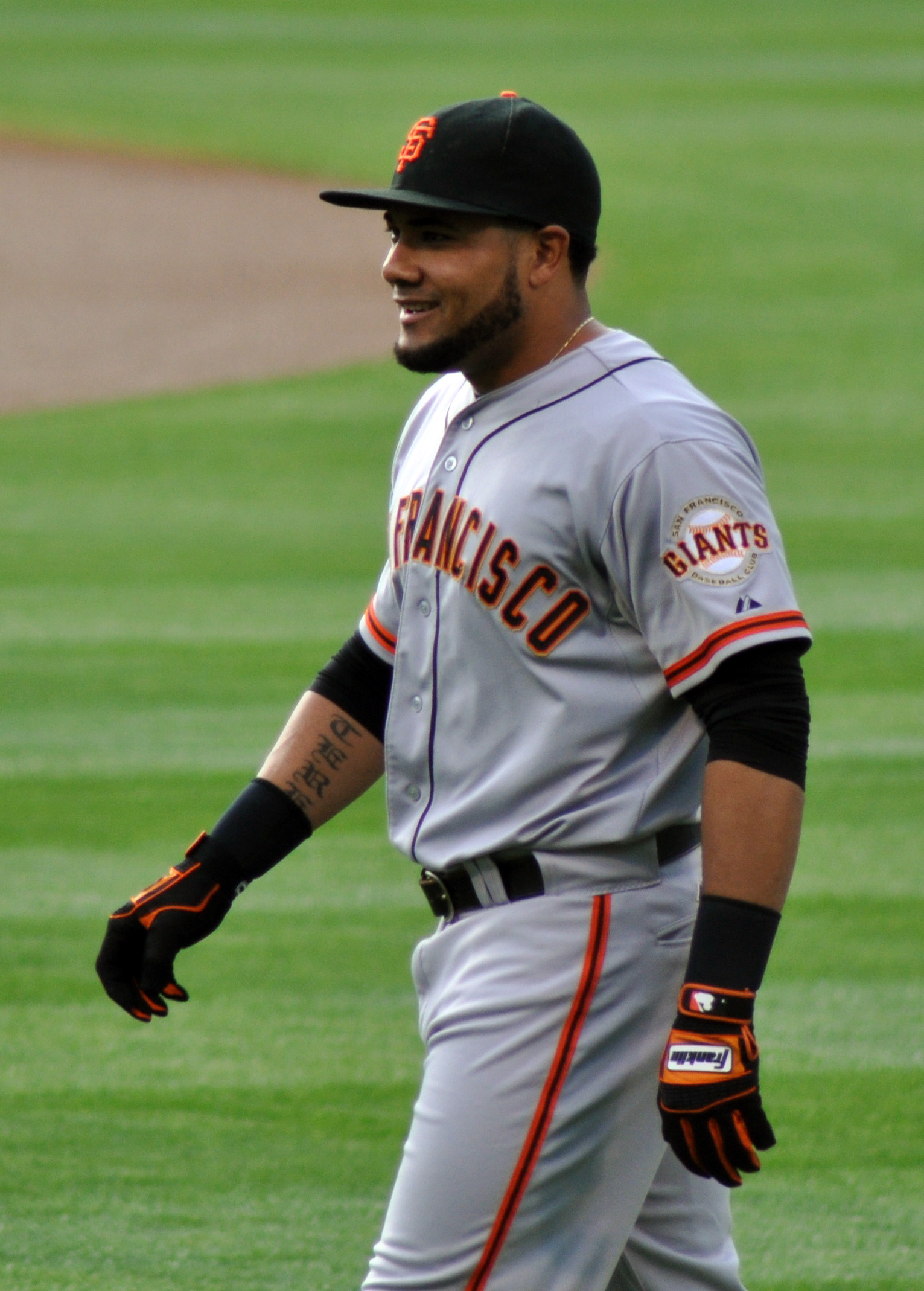
Cabrera con i Giants nel 2012

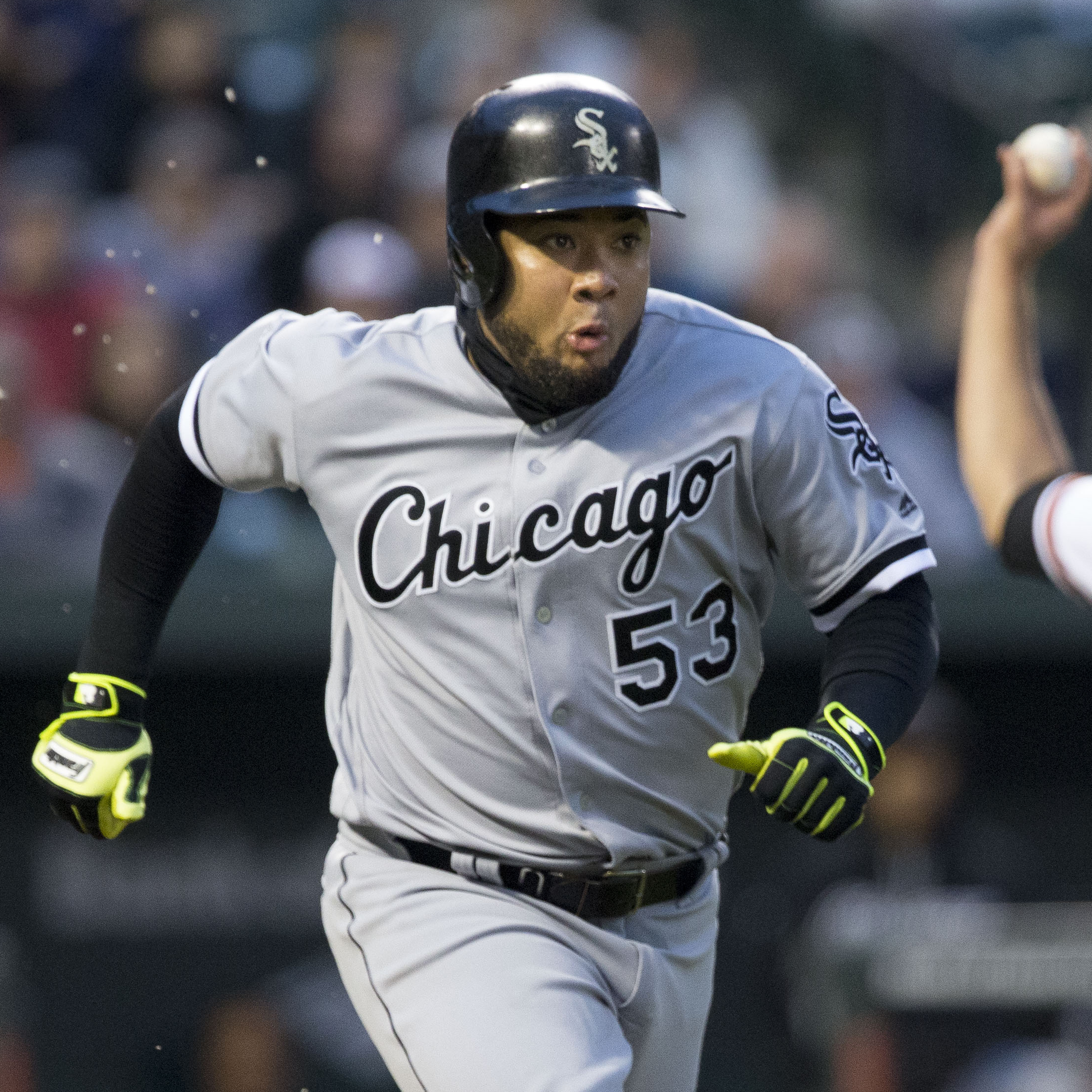
Cabrera con i White Sox nel 2016

Melky Cabrera debuttò nella MLB il 7 luglio 2005, al Yankee Stadium di New York contro i Cleveland Indians, battendo la sua prima valida. Sempre contro gli Indians, il giorno seguente, ottenne il suo primo punto. Tuttavia a causa di numerosi errori difensivi, venne rispedito in Tripla-A. Concluse la sua stagione d'esordio nella MLB con 6 partite disputate, a fronte delle 132 giocate nella MiLB, 106 nella Doppia-A e 26 nella Tripla-A. L'anno successivo terminò la stagione nella MLB con 130 presenze.
Con gli Yankees divenne campione delle World Series 2009. Il 22 dicembre, gli Yankees scambiarono Cabrera assieme a Mike Dunn, Arodys Vizcaino e una somma in denaro con gli Atlanta Braves, in cambio di Boone Logan e Javier Vazquez.
Il 18 ottobre 2010, al termine della stagione, venne svincolato dai Braves. Firmò da free agent, il 10 dicembre con i Kansas City Royals.
Il 7 novembre 2011, i Royals scambiarono Cabrera con i San Francisco Giants per Jonathan Sanchez e Ryan Verdugo. Nel corso della stagione 2012 venne convocato per la prima volta per l'All-Star Game, venendo poi nominato miglior giocatore della competizione (MVP). Il 29 ottobre divenne free agent.
Il 19 novembre, Cabrera firmò con i Toronto Blue Jays, disputando con la squadra canadese le stagioni 2013 e 2014.
Free agent a fine stagione 2014, firmò con i Chicago White Sox il 16 dicembre. Il 30 luglio i White Sox scambiarono Cabrera con i Royals per i giocatori di minor league Andre Davis e A.J. Puckett. Finita la stagione divenne nuovamente free agent, firmando poi il 26 aprile 2018 con i Cleveland Indians. Il 14 giugno venne designato per la riassegnazione, divenendo free agent pochi giorni dopo. Il 5 luglio firmò nuovamente con gli Indians e il 29 ottobre divenne free agent.
Il 10 febbraio 2019, Melky Cabrera firmò con i Pittsburgh Pirates. Divenne free agent a fine stagione.
Il 29 maggio 2020, Cabrera firmò con i New York Mets, che tuttavia lo svincolarono il 22 luglio dello stesso anno.
Nel 2021 giocò con i Águilas Cibaeñas nel campionato dominicano.

## Palmarès

### Club
- World Series: 1

New York Yankees: 2009

### Individuale
- MLB All-Star: 1

2012
- MVP dell'All-Star Game: 1

2012